# سوام-دونگ (اولسان)
سوام-دونگ (اولسان) (به لاتین: Suam-dong) یک منطقهٔ مسکونی در کره جنوبی است که در اولسان واقع شده‌است.